# تلمبه جمعه شهیدی
تلمبه جمعه شهیدی یک منطقهٔ مسکونی در ایران است که در دهستان هشیوار واقع شده‌است.